# Mocsári csónakfarkú
A mocsári csónakfarkú (Quiscalus palustris) a madarak osztályának verébalakúak (Passeriformes) rendjébe, azon belül a csirögefélék (Icteridae) családjába tartozó kihalt faj.

## Rendszerezése
A fajt William John Swainson angol ornitológus írta le 1827-ben, a Scaphidurus nembe Scaphidurus palustris néven.

## Előfordulása
Mexikó déli részén volt honos. Természetes élőhelyei az édesvízi mocsarakban volt. Állandó, nem vonuló faj volt.

## Természetvédelmi helyzete
Kihalását a mocsarak lecsapolása okozta. Első észlelése 1822-ben volt, az utolsó 1910-ben.